# Ablassprivileg

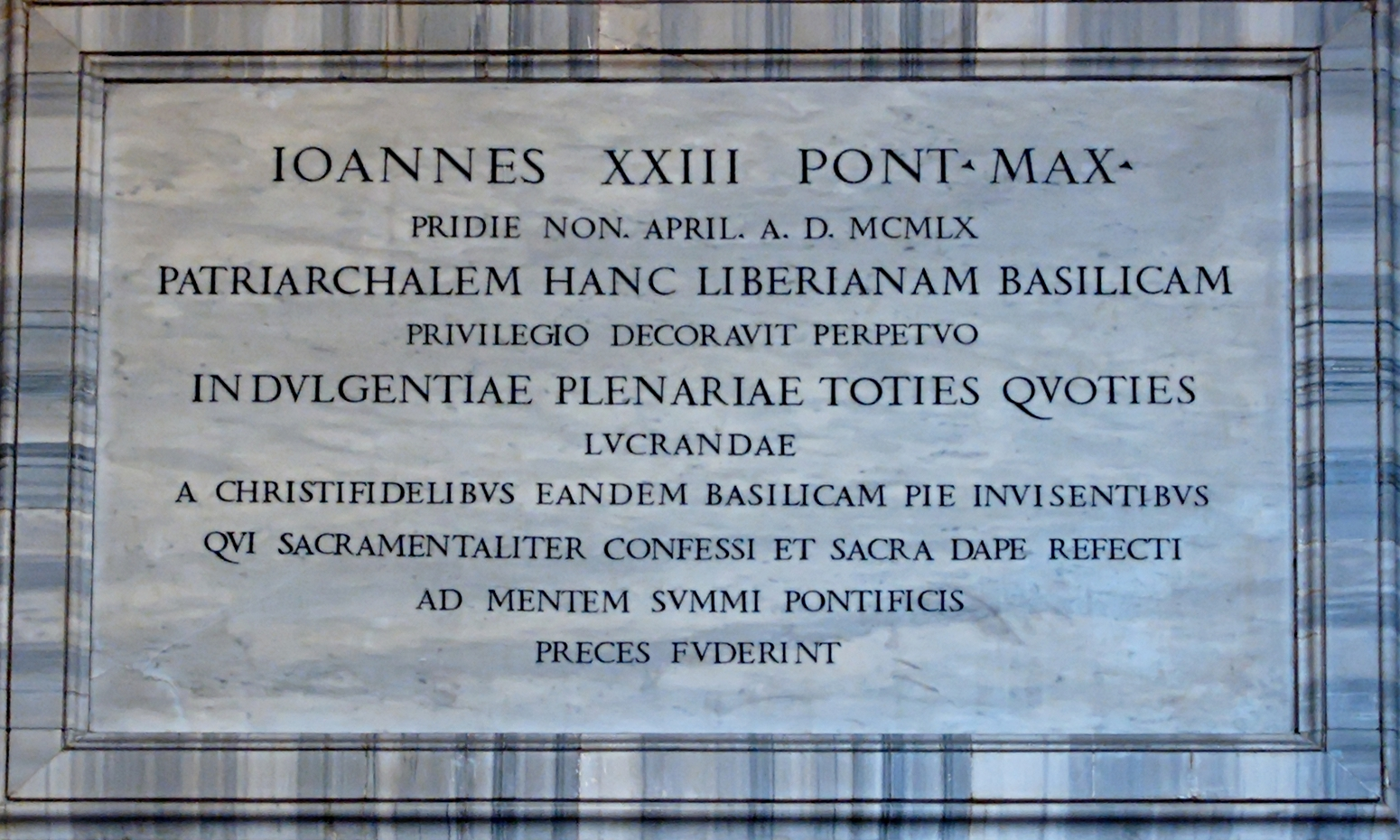
Wandtafel mit dem Ablassprivileg Papst Johannes’ XXIII. für die römische Patriarchalbasilika Santa Maria Maggiore:
„Papst Johannes XXIII. zeichnete am Vortag der Nonen des April (4. April) 1960 diese liberianische Patriarchalbasilika mit dem beständigen Privileg eines vollkommenen Ablasses aus, der von den Gläubigen jederzeit erlangt werden kann, sooft sie diese Basilika andächtig besuchen und, nach Empfang des Bußsakraments und genährt mit der heiligen Speise, Gebete in der Meinung des Papstes darbringen.“

Ein Ablassprivileg ist in der römisch-katholischen Kirche ein Privileg, das vom Papst oder der von ihm bevollmächtigten kirchlichen Autorität einem bestimmten Ort, meist einer Wallfahrtskirche, früher auch einzelnen Altären (Altare privilegiatum) und Gnadenbildern, verliehen wird. Es bestimmt, dass unter die Bedingungen, zu denen ein Ablass, das heißt ein teilweiser oder vollständiger Erlass der zeitlichen Sündenstrafen erworben werden kann – zu diesen Bedingungen gehört immer der Empfang des Bußsakraments und der Kommunion –, der fromme Besuch dieses Ortes aufgenommen wird.
Das Ablassprivileg ist eine Auszeichnung für den privilegierten Ort und eine Einladung an die Gläubigen, ihn zu besuchen, vorzugsweise am Patronatsfest. Es hatte vor allem in früheren Zeiten auch bedeutende finanzielle Konsequenzen und ermöglichte den Ausbau und die künstlerische Ausstattung der betreffenden Kirche. Viele Volksfeste und Jahrmärkte gehen auf ein Ablassprivileg zurück.
Wurde ein Ort mit einem immerwährenden Ablass privilegiert, so war der Ablass nicht auf bestimmte Tage beschränkt, sondern konnte – bei Einhaltung der übrigen Bedingungen – dort jederzeit erworben werden. 
Im ausgehenden Mittelalter spielten Ablassprivilegien für Klöster eine besondere Rolle, die den Ordensleuten ermöglichten, Ablässe ohne die Wallfahrt nach Rom oder einem anderen Wallfahrtsort zu erlangen. Insbesondere für Frauenklöster waren diese Ablassprivilegien von großer Bedeutung. Ein Beispiel für solche Ablassprivilegien ist das dem Augsburger Dominikanerinnenkloster St. Katharina von Papst Innozenz VIII. 1487 gewährte, das es den Ordensfrauen erlaubte, die verschiedenen Ablässe der sieben römischen Hauptkirchen durch Gebete innerhalb der Mauern ihres Klosters zu erlangen. In Form des sogenannten Basilikazyklus wurde auf das Privileg auch in der Ausstattung des Klosters Bezug genommen. Päpstliche Privilegien, bei denen wie bei diesem die Ablässe der sieben römischen Hauptkirchen an einem anderen Ort gewährt wurden, gab es häufig. Dasselbe geschah beim Portiunkula-Ablass.
Mit dem Ablassprivileg nicht zu verwechseln ist der Ablassbrief, der dem einzelnen Gläubigen die Erfüllung der Bedingungen für einen Ablass bescheinigte.